# Ioana Ignat
Ioana Ignat (n. 22 iulie 1998, Botoșani, România) este o cântăreață și compozitoare română de muzică pop, care a devenit cunoscută odată cu participarea la emisiunea-concurs Vocea României, unde s-a calificat până în finală. Ioana a lansat primul ei single, „Mă dezîndrăgostesc”, la începutul lui 2017.

## Carieră

### 2016:Vocea României
În 2016, Ioana Ignat a participat în cel de al șaselea sezon al emisiunii-concurs Vocea României, unde a făcut parte din echipa lui Marius Moga, alături de care a ajuns până în finală, fiind totodată unul dintre concurenții creditați cu cele mai mari șanse la câștigarea concursului. În cadrul concursului, aceasta a interpretat piese din repertoriul lui Hozier („Take Me To Church”), Sia („Bird Set Free”), Lara Fabian („Je t'aime”) și Sam Brown („Stop”).

### 2017–prezent
La doar o lună de la încheierea concursului, Ioana Ignat a lansat piesa „Dor de iarnă”, împreună cu Damian Drăghici. Ioana a lucrat la muzică și text, piesa a fost cântată cu instrumente live și are parte de un videoclip live session. Primul ei single, „Mă dezîndrăgostesc”, a fost lansat pe 17 ianuarie 2017. Piesa de dragoste spune povestea unei iubiri ce se destramă, unde fiecare moment se pierde în timp, iar eroina are curajul să meargă mai departe indiferent care va fi finalul. Piesa are peste 15 remixuri și a fost difuzată în cluburi din țară și din străinătate, precum Marea Britanie, Tokyo, Germania sau Polonia. În mai, Ioana a lansat prima ei piesă cu versuri în limba engleză, „Beauty in the Beast”.
Pe 25 mai 2017, Ioana a lansat, în colaborare cu artistul Edward Sanda, piesa „Doar pe a ta”. Piesa este compusă de către Sándor Bíró, producătorul muzical al hit-ului „Ce are ea”. Clipul piesei, realizat de Trandafilm, aduce în prim plan exuberanța tinereții și buna dispoziție. Imaginile au fost filmate în ținutul Mocăniței și la Castelul de Lut din Valea Zânelor. Piesa s-a bucurat de succes comercial în țară, clasându-se pe locul șapte în Airplay 100. În doar o lună de la lansare, piesa a adunat peste șase milioane de vizualizări pe YouTube și a fost cea mai descărcată piesă românească de pe iTunes.

## Discografie
|      | Titlu                                                    |
| 2017 | „Mă dezîndrăgostesc”                                     |
| 2017 | „Dor de iarnă” (feat. Damian Drăghici)                   |
| 2017 | „Beauty in the Beast”                                    |
| 2017 | „Doar pe a ta” (feat. Edward Sanda)                      |
| 2017 | „Nu mă uita”                                             |
| 2017 | „Așa-mi vine” (feat. What's UP)                          |
| 2018 | „Nu mai e”                                               |
| 2018 | „Când lumea e rea” (feat. Dorian Popa)                   |
| 2018 | „Much Better” (feat. Super Monkeys)                      |
| 2018 | „Vivere” (feat. Havana)                                  |
| 2018 | „De dragul iubirii”                                      |
| 2018 | „În palma ta” (feat. Edward Sanda)                       |
| 2018 | „Lacrima” (feat. Tudor Monroe)                           |
| 2018 | „Te sărut” (feat. Pavel Stratan)                         |
| 2018 | „Din cer senin” (feat. Mădălina & Maria Magdalena Ignat) |
| 2019 | „Muritor”                                                |
| 2019 | „Ca nebunii” (feat. Speak)                               |
| 2019 | „N-am nevoie”                                            |
| 2019 | „Lângă ea”                                               |
| 2019 | „Ești stare” (feat. Iordan)                              |
| 2020 | „Tu nu meriți”                                           |
| 2020 | „Azi”                                                    |
| 2020 | „Singura greșeală” (feat. Florian Rus)                   |
| 2020 | „O lume întreagă”                                        |
| 2020 | „Sensibil (Nu am somn)”                                  |
| 2020 | „Magie” (feat. El Nino)                                  |
| 2020 | „Vina Dragostei” (feat. Pavel Stratan)                   |
| 2020 | „Lui Domnului”                                           |
| 2021 | „Inimă naivă” (feat. Sebastian Dobrincu)                 |
| 2021 | „Ultimul anunț” (feat. Vunk)                             |
| 2021 | „Îți place și ție” (feat. Maia Mălăncuș)                 |
| 2021 | „Dacă tu nu ai fi” (feat. Edward Sanda)                  |
| 2021 | „Se deschide cerul”                                      |